# Font de les Esplugues
La Font de les Esplugues és una font de la vila i antic terme de Conques, actualment pertanyent al municipi d'Isona i Conca Dellà.
Està situada a 593 m d'altitud, més a prop de la vila de Figuerola d'Orcau (uns 600 metres) que de la de Conques (de la qual en dista 1.300). És al sud-est de la primera i al nord-oest de la segona, i es troba en un coster al damunt de la carretera d'Isona, sortint de Figuerola d'Orcau, darrere la casa de la Ponderosa, al final de la recta de sortida de la vila.